# John Taylor (editor)
John Taylor (1781-1864) va ser un editor, assagista i escriptor nascut a East Retford, Nottinghamshire, fou fill de James Taylor i Sarah Drury. Encara que en els cercles piramidals, serà recordat per les seves contribucions a la Piramidologia i el seu ús d'aquest tema en la lluita contra l'adopció del sistema mètric de mesura. Fou l'editor dels poetes John Keats i John Clare.

## Biografia
John Taylor fou fill de James Taylor i Sarah Drury de jove va assistir a l'escola en primer lloc a Lincoln Grammar School i després va anar a l'escola primària en Retford. John Taylor originalment fou aprenent del seu pare, però finalment es va traslladar a Londres i va treballar per James Lackington el 1803.
Posteriorment va formar societat amb JA Hessey com Taylor&Hessey en el 93 de Fleet Street.
Coneix al poeta John Clare, autor del que editarà les seves obres. El 1821 John Taylor es va involucrar en la publicació de la revista Blackwood.
En anys posteriors es va convertir en editor de la llavors nova Universitat de Londres, i, en associació amb Joseph Walton, es va traslladar a Alta Gower Street. Com a tal, va desenvolupar una línia en el que aleshores era el nou camp de desenvolupament i nivell acadèmic dels llibres de text.

### Piramidologia

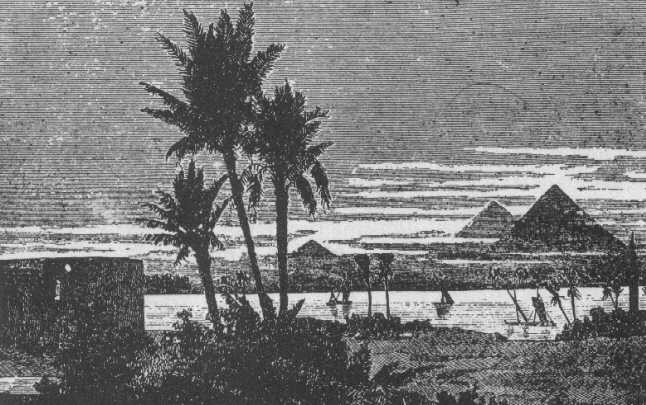
Piràmides de Giza

John Taylor va ser l'autor del llibre publicat l'any 1859 "La Gran Piràmide", en el qual sostenia que els nombres π i {\displaystyle \Phi } poden haver estat deliberadament incorporats en el disseny de la Gran Piràmide de Kheops, el perímetre es troba prop de 2π vegades la seva alçada. Les seves teories de la Piramidologia van ser després ampliades per Charles Piazzi Smyth.
El 1864 publicar el llibre La Batalla de les normes, considerat una campanya en contra de l'adopció del sistema mètric a Anglaterra, recolzant-se en els resultats del seu primer llibre volia demostrar l'origen diví de les unitats de mesura britàniques.

## Obra
- Taylor, John. Junius Identified, Taylor i Hessey, dues edicions? i 1818.

- Taylor, John. La gran piràmide, per què va ser construïda: i qui la va construir?Longman, Green, Longman, i Roberts, 1859 (Londres).

- Taylor, John. La batalla de les normes. L'antiga, de quatre mil anys, en contra de la moderna, dels darrers cinquanta anys - Quina és la menys perfecta de les dues.Longman, Green, Longman, Roberts & Green, 1864 (Londres).